# 유회당판각
유회당판각(有懷堂板刻)은 대전광역시 중구, 무수동, 유회당에 있는 조선시대의 책판이다. 1991년 7월 10일 대전광역시의 유형문화재 제20호로 지정되었다.

## 개요
이 책판은 유회당 권이진(1668∼1734) 선생의 문집을 새기기 위해 만든 판목이다.
권이진은 조선 후기의 문신으로, 송시열의 외손자이다. 권이진은 1694년 문과에 급제하여 벼슬길에 올랐으나, 당쟁으로 인해 순탄하지 못했다. 1728년 호조판서로 있으면서 궁중에서 민간의 논밭을 사들이지 말 것과 공물을 정해진 액수 이상으로 거두지 말 것 등을 건의할 만큼 성격이 곧고 강직하였다.
이 문집에는 시와 소(疏:상소글) 등이 실려있으며, 유회당 선생이 관직에 있던 1700∼1734년 사이의 많은 사료가 실려 있다.
권이진 선생의 증손자인 권상서가 순조 초에 판각한 것이며, 재질은 배나무와 소나무이다. 총 246판에 많은 사료가 실려있으며, 여러 외교자료와 『연행일기』그리고 성리학에 관련된 자료들은 당시의 학문과 국제정세를 연구하는 데 중요한 자료로 평가된다.

## 같이 보기
- 유회당 - 대전광역시의 유형문화재 제6호

## 참고 문헌
- 유회당판각 - 국가유산청 국가유산포털